# 梅列切夫什奇纳

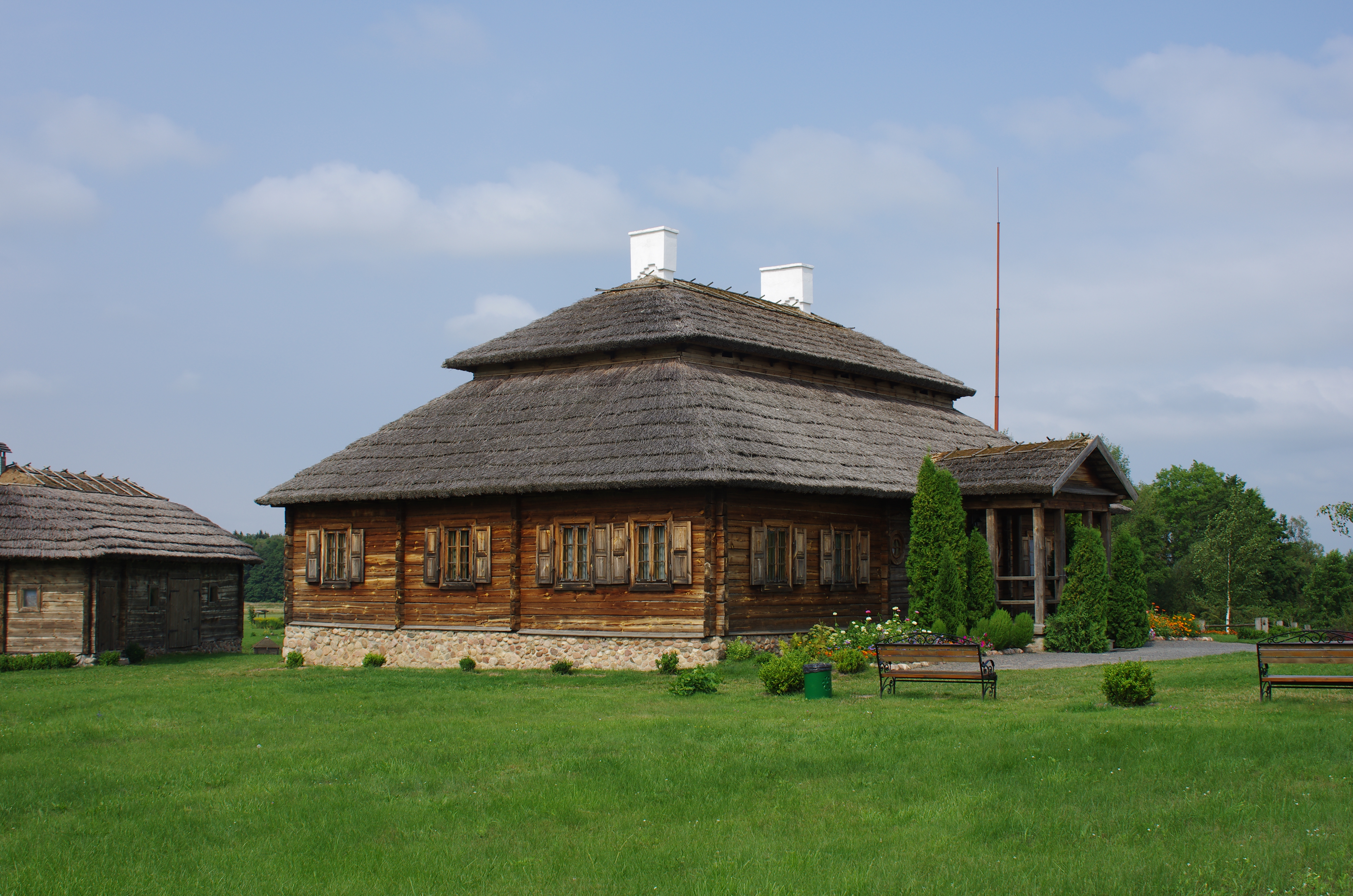
柯斯丘什科故居

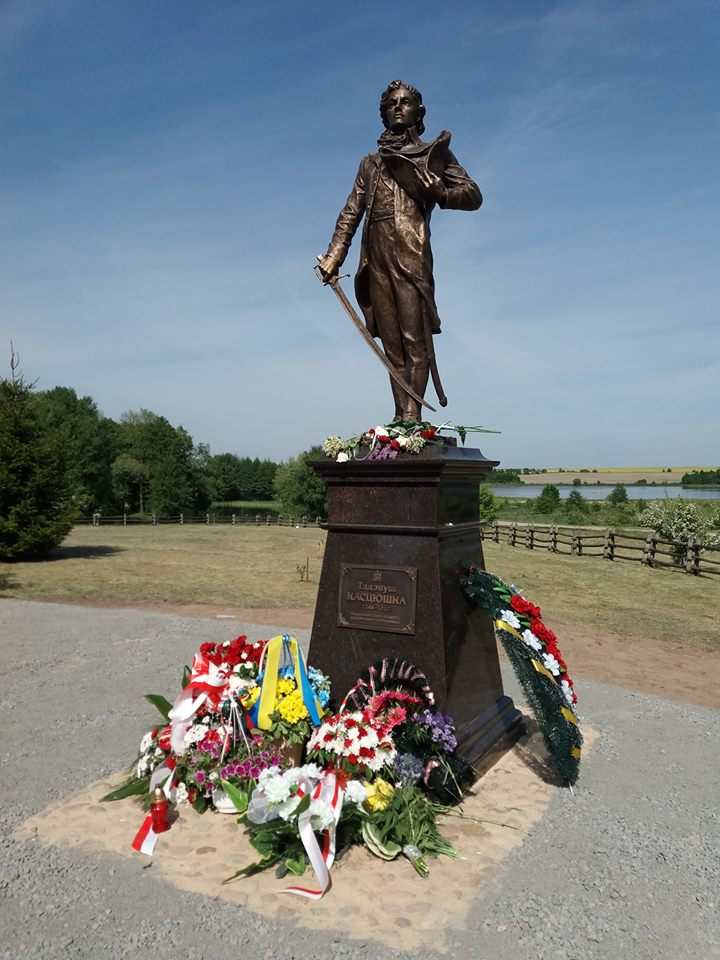
白俄罗斯第一座柯斯丘什科纪念碑（2018年立）

梅列切夫什奇纳是今白俄罗斯布列斯特州伊瓦采维奇基区科萨瓦镇以西1.5公里处的一座旧庄园（村）。这里是受白俄罗斯、波兰两国尊敬的民族英雄——塔德乌什·柯斯丘什科的出生地，因此闻名遐迩。 在柯斯丘什科出生的庄园重建之后，就地建了一座柯斯丘什科博物馆。

## 柯斯丘什科博物馆
2003年，在美国驻明斯克大使馆的资金支持下，房屋重建工作开始。得益于保留了该建筑群的多张照片和图纸，这项工作在一年内完成。这座房子以18世纪的地基为基础，于2004年向公众开放。柯斯丘什科的房子旁边放置了一块大石头，上面有一块牌匾，上面用白俄罗斯语写着：“在这儿，梅列切夫什奇纳，安杰伊·塔德乌什·博纳文图拉·柯斯丘什科出生了。他是白俄罗斯土地上伟大的儿子，他成为了波兰和美国的英雄，同时也是法国的荣誉公民”。